# 1919
Évszázadok: 19. század – 20. század – 21. század
Évtizedek: 1860-as évek – 1870-es évek – 1880-as évek – 1890-es évek – 1900-as évek – 1910-es évek – 1920-as évek – 1930-as évek – 1940-es évek – 1950-es évek – 1960-as évek
Évek: 1914 – 1915 – 1916 – 1917 –  1918 – 1919 – 1920 – 1921 – 1922 – 1923 – 1924

## Események

### Január
- január 1.

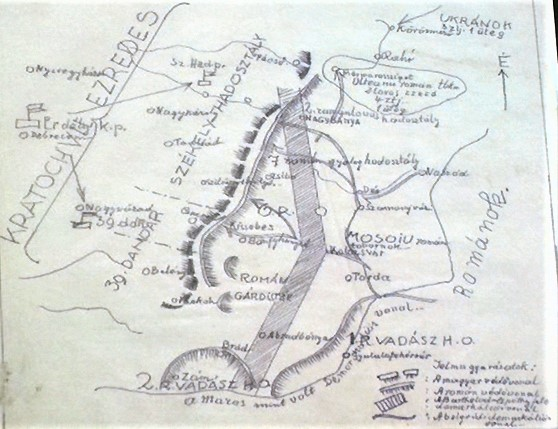
A Keleti Front (1919 január)

  - A csehszlovák alakulatok harc nélkül bevonulnak Pozsonyba. (A december 23-i Vyx-jegyzékben rögzített demarkációs vonalon belüli területet – amely jórészt azonos a trianoni határokkal – a csehszlovák hadsereg január 20-áig ellenőrzése alá vonja. Jelentősebb magyar ellenállásba sehol sem ütköznek.)[1]
  - Megkezdi működését Jan Szembek lengyel diplomata Budapesten a függetlenségét 123 év után visszaszerző Lengyelország első diplomatájaként.
  - A Szerb–Horvát–Szlovén Királyságban bevezetik a Gergely-naptárt.[2]
- január 3. – Henri Berthelot francia tábornok, a romániai francia katonai misszió vezetője és Apáthy István, Kelet-Magyarország főkormánybiztosa megállapodik abban, hogy a magyar csapatok kiürítik a Déva-Kolozsvár-Nagybánya demarkációs vonaltól délre eső területeket és a demarkációs vonal két oldalán 15 km-es semleges terület jön létre.[3]
- január 4. – A Szabad Bajor Népállam parlamentje elfogadja az ország ideiglenes alaptörvényét.[4]
- január 5. – Berlinben kezdetét veszi a spartakista felkelés. (A forradalom célja a proletariátus diktatúrájának bevezetése volt.)[5]
- január 8.
  - A prágai csehszlovák kormány Szlovákia irányításával megbízott teljhatalmú minisztere, Vavro Šrobár feloszlatja az 1918. október 30. után létrejött szlovák nemzeti tanácsokat. (A központi Szlovák Nemzeti Tanács január 23-án szűnik meg.)[1]
  - Az erdélyi szászok képviselői a medgyesi gyűlés kinyilvánítják a Romániához való csatlakozási szándékát.[6]
- január 9. – Paál Árpád székelyudvarhelyi helyettes alispán úgy teteti le az esküt a tisztviselőkkel a Magyar Népköztársaságra, hogy amennyiben Udvarhely megyében megszűnik a magyar államiság, az eskü a székely önkormányzatiságra továbbra is érvényes marad.[7][8]
- január 11.
  - Károlyi Mihályt ideiglenes köztársasági elnökké nevezik ki.[9]
  - Berinkey Dénes alakít kormányt névlegesen.[10]
  - A legitim német kormány hadvezetése véresen elfojtja a spartakista puccsot.[5]
  - Tormay Cécile létrehozza a Magyar Asszonyok Nemzeti Szövetsége nevű konzervatív-nemzeti beállítottságú szervezetet.[11]
- január 12.
  - Az Antant által támogatott Csehszlovákia megszállja Ungvárt és az Ung folyó völgyét.[12]
  - A Szabad Bajor Népállamban – az új, általános választójog szerint tartott – alkotmányozó tartományi gyűlési választásokon a független szociáldemokraták (USPD) súlyos vereséget szenvednek.[4]
- január 15. – A sikertelen Spartacus-felkelés után Freikorps-katonák meggyilkolják Rosa Luxemburgot és Karl Liebknechtet, a felkelésben kulcsszereppel bíró, radikális baloldali értelmiségieket.[5]
- január 17. – Lengyelországban Jędrzej Moraczewski – kéthavi miniszterelnökség után – lemond. (Az új miniszterelnök, Ignacy Jan Paderewski koalíciós kormányt alakít.)[13]
- január 18. – Párizsban megnyitják az I. világháborút lezáró békekonferenciát.[14]
- január 19.
  - Választásokat tartanak Németországban, ahol – bár új összetételben és új pártnevekkel, de – a régi birodalmi gyűlés pártjai diadalmaskodnak.[5]
  - Károlyi Mihály az első Magyar Köztársaság (nem ideiglenes) elnöke.
  - Megalakul a Berinkey-kormány, mely a tanácsköztársaság kikiáltásáig maradt hatalmon.[15]
  - Megalakul a Gólyavárban a Magyar Országos Véderő Egyesület.[16]
- január 21. – A csehszlovák kormány memorandumban közli Varsóval, hogy a sziléziai Teschen vidékét katonai ellenőrzése alá helyezi. (A katonai konfliktust a febr. 3-i demarkációs megállapodás zárja le.)[1]
  - január 22. – A Kijev központú Ukrán Népköztársaság és a Lemberg központú Nyugat-Ukrán Népköztársaság egyesülésével létrejön az „egységes és oszthatatlan Ukrán Népköztársaság”.[17]
- január 26. – Alkotmányozó nemzetgyűlési választásokat tartanak a második Lengyel Köztársaságban, ahol a szavazás általános, közvetlen és titkos. (Összesen 296 nemzetgyűlési képviselőt választanak. Első ízben szavazhatnak a nők is. A választásokon a Nemzeti Demokrata Párt és a parasztpártok aratnak győzelmet. A nemzetgyűlés elnöke Wojciech Trampczynski, a Nagy-lengyelországi Népi Főtanács tagja.)[18]
- január 28. – Elfogadják a brünni (brnói) állami egyetem alapításáról szóló törvényt.[1]
- január 29.
  - Balassagyarmat megvédi határait a csehszlovák csapatokkal szemben, ezzel elnyeri a Civitas Fortissima címet.
  - A Berinkey-kormány által, „a nemzet halottjának” nyilvánított Ady Endrét örök nyugalomra helyezik a főváros által adományozott díszsírhelybe.[19]

### Február
- február 2. – Edvard Beneš csehszlovák külügyminiszter a január 18-án megnyitott versailles-i békekonferencián a Tízek Tanácsa előtt kifejti Csehszlovákia területi követeléseit, melyeket később hét külön memorandumban részletez.[1]
- február 3. – A székesfehérvári megyegyűlés megvonja a bizalmat a kormánytól, Károlyi József korábbi főispán – Károlyi Mihály öccse – egyenesen a királyság visszaállítását követeli. (Válaszul február 5-én a fehérvári munkástanács és katonatanács által választott direktórium megjelent a megyeházán, és átvette a hatalmat.)[20]
- február 4. – A magyar hadseregen belül megalakul az első önálló térképészeti szervezet, a Magyar Katonai Térképészeti Csoport. (Informálódni lehet a Magyar Katonai Térképészet Szakmatörténeti Múzeumának kiállításán.)
- február 6. – Weimarban összeül az új német nemzetgyűlés.[5]
- február 7. – Az Amerikai Egyesült Államok hivatalosan elismeri a Szerb–Horvát–Szlovén Királyságot.[2]
- február 9. – Lengyelországban életbe lép a tankötelezettségről szóló törvény, amelynek értelmében – az ország történetében először – minden iskoláskorú gyermeknek iskolába kell járnia.[21]
- február 12. – Pozsonyban a szociáldemokrata párt sztrájkot hirdet a Šrobár-féle kormány ellen. (A város német és magyar polgársága által támogatott megmozdulás 8 halottat követelő katonai beavatkozással ér véget.)[1]
- február 14. – Lengyelországban egy 30 tagú bizottság hozzákezd az alkotmánytervezet kidolgozásához.[21]
- január 16. – Münchenben Gustav Landauer, Erich Müham és a tanácsrendszer többi híve nagy tüntetést szervez az új parlamenti viszonyok ellen, s a tanácsrendszer kikiáltását követeli.[4]
- február 20. – A lengyel nemzetgyűlés elfogadja az ún. kis alkotmányt. (Ennek megfelelően a hatalom a nemzetgyűlés kezébe kerül. Hatáskörébe tartoznak a belügyek is. Józef Piłsudskira a hadsereg és a külpolitika felügyeletét bízzák.)[21]
- február 21. – Gróf Anton Arco-Valley joghallgató – szabadságolt hadnagy – meggyilkolja a bajor miniszterelnököt, a Németországi Független Szociáldemokrata Párt (USPD) elnökét, Kurt Eisnert.[5] (Az USPD elnöke éppen a tartományi parlamentbe indult, hogy bejelentse lemondását a miniszterelnöki posztról.)[4]
- február 22.
  - Mannheimben kikiáltják a tanácsköztársaságot.[5]
  - Az általános müncheni tanácsgyűlés ideiglenes kormányként megválasztja a Bajor Köztársaság Központi Tanácsát, amely a többségi szociáldemokraták (MSPD), az USPD, a kommunisták (KPD) és a paraszttanácsok képviselőiből állt. (Élére a baloldali szociáldemokrata augsburgi tanárt, Ernst Niekischt választják.)[4]
- február 23. – Károlyi Mihály gróf a Heves vármegyei Kál határában megkezdi a földosztást.[20]
- február 25. – Királyi manifesztum a földreformról a Szerb–Horvát–Szlovén Királyságban.[22]
- február 26. – A magyar hatóságok internálják a Budapesten tartózkodó Mikes János gróf, szombathelyi megyés püspököt, aki az állam és az egyház szétválasztására törekvés, valamint az egyházi birtokokat is érintő kisajátítás szándéka miatt került szembe a kormányzattal.[23]
- február 28. – Braunschweigben kikiáltják a tanácsköztársaságot.[5]

### Március
- március 2. – A Székely Hadosztály szatmárnémeti főhadiszállásán Károlyi Mihály harcias beszédet tart, amelyben megfogalmazza a Nem! Nem! Soha! tételét, vagyis azt az elvet, hogy a népköztársaság nem fogadja el az ország radikális megcsonkítását .[24]
- március 2–6. – Moszkvában, a kommunista és baloldali pártok kongresszusán 21 ország 35 pártjának 52 küldöttje részvételével döntenek a Kominternt létrehozásáról, elfogadják az erről szóló kiáltványt, s felállítják a vezető testületet. (A Komintern történetének első időszaka nagyjából 1921-ig tartott.)[25]
- március 3. – Berlinen újabb sztrájkhullám söpör végig.[5]
- március 3–9. – Csehszlovákiában lepecsételik az osztrák-magyar pénzeszközöket, leállítják a pénzkivitelt, törvényben szabályozzák a pénzforgalmat.[1]
- március 10. – A kaposvári munkástanács direktóriuma átveszi a hatalmat Somogy vármegyében.[20]
- március 11. – A Zemplén vármegyei főispánt – Buza Barna földművelésügyi miniszter öccsét – lemondatja a sátoraljaújhelyi munkástanács.[20]
- március 14. – A szekszárdi munkástanács lemondatja a főispánt, és öttagú direktóriumot állít a megye élére, míg Szegeden a szocialista Wallisch Kálmánt „választja” meg a munkástanács kormánybiztos-főispánnak.[20]
- március 20.
  - Újabb Vix-jegyzék, amelyben a párizsi békekonferencia a román csapatok további előrenyomulását, a Szatmárnémeti–Nagykároly–Nagyvárad–Arad vonaltól nyugatra pedig egy semleges zóna létrehozását rendelte el.[5]
  - A miskolci munkástanács direktóriumot választ a megye élére az elkergetett főispán helyébe.[20]

- március 21.

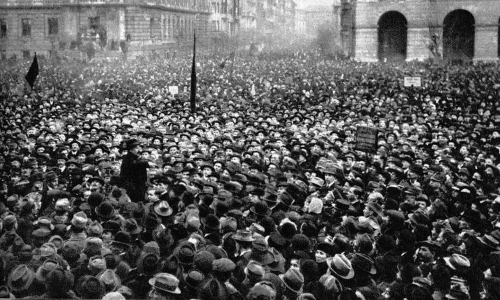
A Tanácsköztársaság kikiáltása

  - A Berinkey-kormány lemond, a Károlyi Mihály utasítására szabadon bocsátott Garbai Sándor és Kun Béla javaslatára kikiáltják a Tanácsköztársaságot.[26]
  - Károlyi Mihály, a Magyar (Nép)köztársaság elnöke lemond.[24]
  - Az Erdélyt megszálló román hadsereg első alkalommal tartóztatja le Paál Árpád Udvarhely vármegyei alispánt, az Udvarhely megyei Székely Nemzeti Tanács vezetőjét azzal a váddal, hogy egy erdélyi magyar állam (vagyis a Székely Köztársaság) létrehozását kísérelte meg. (Társaival együtt április 16-án állították hadbíróság elé.)[27]
- március 23. – Benito Mussolini a milánói San Sepolcro tér egyik palotájában megalapítja a szélsőjobboldali, fasiszta politikai mozgalmát.[28]
- március 25. – Vavro Šrobár csehszlovák miniszterelnök a magyar tanácsköztársaság kikiáltása miatt Szlovákia területén rendkívüli állapotot hirdet ki.[1]
- március 26. – A Tanácsköztársaság új karhatalmi szervezetet hoz létre, a Vörös Őrséget.[5]

### Április
- április 3. – A tanácskormány megjelenteti az alaptörvényt pótló rendeletét („kisalkotmány”), melyben a szocialista termelési és társadalmi rendszer megteremtését fogalmazza meg.[29]
- április 7. – Münchenben kikiáltják a Bajor Tanácsköztársaságot.[30] (Az Ernst Niekisch által aláírt kiáltványban feloszlatták a tartományi parlamentet, s lemondatták a többségi MSPD-s Johannes Hoffmann kormányát, amely Bambergbe menekült.)[4]
- április 8. – Nürnberg kivételével Bajorország összes nagy városa csatlakozik a tanácsköztársasághoz. (A helyi tanácsok azonban – az szociáldemokrata (SPD-s) képviselők nyomására – már másnap megszakítják kapcsolataikat Münchennel.)[4]
- április 12. – A fürthi munkás- és katonatanács már nyíltan a Bajor Tanácsköztársaság ellen foglal állást, amelynek befolyása így az Augsburg–München–Rosenheim tengelyre korlátozódik.[4]
- április 13. – Az Alfred Seyffertitz parancsnok vezetése alatt álló, s a bambergi kormányhoz hű köztársasági védcsapat (Schutztruppe) Münchenben puccsot kísérel meg a tanácsköztársaság ellen. (Letartóztatják a központi tanács néhány tagját, közöttük Erich Mühsamot is. A virágvasárnapi puccskísérlet a szervezés alatt álló Vörös Hadsereg még aznap este, a müncheni főpályaudvarnál leveri. Az akció 21 halálos áldozatot követel.)[4]
- április 14. Julián naptár szerint április 1.Romániában bevezetik a Gergely-naptárt (április 1-ből április 14 lesz).[31]
- április 16.
  - A román csapatok Magyarország elleni offenzívája, amely több ponton is viszonylag gyorsan áttörte a front magyar védelmi vonalait. (A Tanácsköztársaság vezetése és egységei nem voltak képesek feltartóztatni a Gheorghe Mărdărescu tábornok vezette román hadsereget, amely néhány nap alatt a hegyek közül kiért a Tiszántúlra.)[32]
  - Csehszlovákiában elfogadják a földreformtörvényt. (Ez 150 hektárban maximálja a szántóföldtulajdont.)[1]
- április 19.
  - A Nemzetközi Munkaügyi Szervezet (ILO) megalakulása.[33]
  - Román félkatonai alakulatok lemészárolják Köröstárkány 88 lakosát.[34]
  - A Budapesti Központi Munkás- és Katonatanács fegyverbe szólította Magyarország munkásságát.
- április 20. – A porosz és württembergi csapatokból és szabadcsapatokból álló „fehér” egységek elfoglalják Augsburgot, ahol erre válaszul általános sztrájkot hirdetnek.[4]
- április 20–23. – A délszláv állam szociáldemokrata pártjainak egyesülési kongresszusán megalakítják a Jugoszláviai Szocialista (kommunista) Munkáspártot, a JSZ(K)MP-t.[22]
- április 21. – Az antanthadvezetés támogatásával a román hadsereg eléri a Vix-jegyzékben meghatározott vonalat.[23]

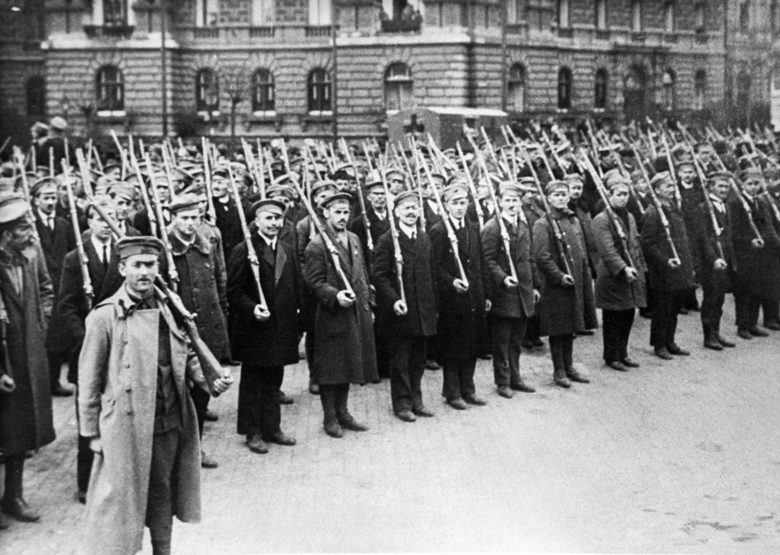
Felfegyverzett munkások az Andrássy út 94 előtt 1919. április 23-án

- április 23–27. – A Lengyel Szocialista Párt különböző frakciói egyesült pártkongresszust tartanak.[21]
- április 27–29. – A csehszlovák hadsereg támadást indít a Magyar Tanácsköztársaság ellen. (A csehszlovák csapatok kemény ellenállásba ütköznek.)[1]
- április 30. – A forradalmi kormányzótanács elrendeli valamennyi „politikai terrorcsapat” felszámolását, tagságukat pedig a magyar Vörös Hadsereg kötelékébe sorozzák be.[5]

### Május
- május 1.
  - A párizsi békekonferencián az antanthatalmak elismerik a szerb–horvát–szlovén délszláv államot, azaz Jugoszláviát.[22]
  - A német „fehér” hadsereg  benyomul Münchenbe, és másnapra teljesen elfoglalja a várost. (A Vörös Hadsereg mintegy 2000 harcosának ellenállása gyengének bizonyult.)[4]
  - A román csapatok – a Vix-jegyzékben kijelölt demarkációs vonalon is átlépve – felsorakoznak a Tiszánál, közben pedig felveszik a kapcsolatot a szintén előretörő csehszlovák egységekkel.[32]
- május 2.
  - Román csapatok szállják meg Szolnokot.[35]
  - Csehszlovák csapatok vonulnak be Miskolcra. (A magyar csapatok május 21-ére visszafoglalják a várost.)[36]
- május 3. – A Bajor Tanácsköztársaság leverése. (Az összecsapások során 606 emberéletet oltottak ki.)[5]
- május 5. – Károlyi Gyula Aradon ellenkormányt alakít.[37]
- május 8. – Ungváron a rutén nemzeti tanácsok küldöttei megerősítik az amerikai ruténok 1918. november 12-ei határozatát, amely szerint Kárpátalja autonóm közigazgatási egységként Csehszlovákiához csatlakozik. (A csehszlovák hadsereg által már korábban megszállt területet a trianoni békeszerződés 1920. június 6-án Csehszlovákiának ítéli, de a terület a békeszerződésben előírt autonómiát az első Csehszlovák Köztársaság felbomlásáig nem nyeri el.)[38]
- május 17. – Felbomlik a lublini terület munkástanácsa, miután a Lengyel Szocialista Párt frakciója kilép.[21]
- május 19. – Bőhm Vilmos utasítására lefegyverzik a Cserny-csoportot.[39]
- május 19. – A török függetlenségi háború kezdete. (A függetlenségi háború a Török Köztársaság kikiáltásával ért véget 1923. október 29-én.)[40]
- május 23. – A románok átkelve a Tisza északi szakaszán, a csehszlovák csapatokkal egyesülve ellencsapást indítanak Miskolc elfoglalására. (A második miskolci csata során, a három irányból indított ellentámadást a magyar csapatok sikeresen elhárítják.)[36]
- május 28. – Az aradi ellenkormány (Károlyi Gyula gróf kormánya) átköltözik Szegedre.[41]
- május 29. – Kikiáltják a Vendvidék (Muravidék és Szentgotthárd nyugati vidéke) függetlenségét Vendvidéki Köztársaság néven.

### Június
- június 1. – Nagy-Britannia hivatalosan elismeri a Szerb–Horvát–Szlovén Királyságot.[42]
- június 4. – Franciaország hivatalosan elismeri a Szerb–Horvát–Szlovén Királyságot.[42]
- június 5.
  - A magyar Vörös Hadsereg ellentámadása miatt a Felvidéken katonai diktatúrát vezetnek be, s a csehszlovák hadsereg francia és olasz tisztjei ellenőrzik a polgári közigazgatást.
  - A hazaárulás vádjával perbe fogott Eugen Levinét, a Bajor Tanácsköztársaság vezetőjét halálra ítélik[5] és június 5-én kivégzik.[4]
- június 6.  – A Szegedi Ellenforradalmi Kormány hadügyminisztere, Horthy Miklós elrendeli a Nemzeti Hadsereg felállítását.[43]
- június 14. – Budapesten megnyílik a köztulajdonba vett műtárgyak kiállítása.
- június 16. – Sároseperjesen kikiáltják a Szlovák Tanácsköztársaságot, melynek elnöke a cseh Antonín Janoušek.[38]
- június 17. – A német hadvezetés kiadja az előző évben lefegyverzett és az angoloknak kiszolgáltatott német hajók önelsüllyesztésének előkészítésére irányuló titkos parancsot. (Ludwig von Reuter admirális június 21-én délelőtt 11 órakor kiadta az azonnali elsüllyesztés jelét.)[44]
- június 23. – Megszavazzák a magyar tanácskormány alaptörvény pótló rendeletének végleges szövegét („nagyalkotmány”), mely A Magyarországi Szocialista Szövetséges Tanácsköztársaság Alkotmánya címet viselte.[29]
- június 24. – Budapesten kirobban a Tanácsköztársaság ellen szervezett legjelentősebb puccskísérlet, melyet Lemberkovics Jenő százados, a hadügyi népbiztosság osztályvezetője vezet, a Ludovika Akadémia növendékeinek részvételével.[45][46]
- június 26. – A magyar Vörös Hadsereg bevonul a Vendvidékre.
- június 27. – Csehszlovákiában elfogadják a pozsonyi állami egyetem létrehozásáról szóló törvényt. (Az 1914-ben alapított magyar Erzsébet Egyetem január óta nem működik, majd októberben – az 1920 nyaráig működő jogi kar kivételével – teljesen felszámolják.)[38]
- június 28.
  - A német delegáció Versailles-ban aláírja a békeszerződést. (Vége az I. világháborúnak.)[14]
  - A versailles-i békeszerződés elismeri Lengyelország függetlenségét és szentesíti az 1918. december végi nagy-lengyelországi felkelés eredményeit, továbbá Lengyelországnak ítéli Lengyel-Pomerániát, de Gdańskot (Danzig) és környékét a Nemzetek Szövetsége által ellenőrizendő „szabad várossá” nyilvánítja. (Az összeköttetés fenntartására folyosót (korridort) létesítenek. Kelet-Poroszország Németországé marad, Felső-Szilézia, Mazurföld, Varmia és a szomszédos Powisłe (Visztula-vidék) kérdésében népszavazásnak kell döntenie. A békeszerződés keretében Lengyelország egyoldalúan kötelezi magát, hogy biztosítja a területén élő kisebbségek jogait.)[21]
  - Versailles-ban aláírják a Népszövetség alapszabályát.[42]
- június 30. – Megkezdődik a Vörös Hadsereg kivonulása a Felvidékről.[47]

### Július
- július 5. – Károlyi Mihály átlépi az osztrák határt, kezdetét veszi első emigrációja.[26]
- július 7. – A magyar Vörös Hadsereg kivonul Felvidékről, elbukik a Szlovák Tanácsköztársaság.[48]
- július 8. – Vlastimil Tusar szociáldemokrata politikus vezetésével új kormányt nevez ki Tomáš Garrigue Masaryk csehszlovák elnök.[38]
- július 10. – A lengyel nemzetgyűlés hosszas viták után mindössze egy szavazattöbbséggel elfogadja a földbirtokok rendezéséről szóló törvényt, melyben elrendelik a 180 hektárnál nagyobb földbirtokok felparcellázását, a volt porosz területeken pedig a 400 hektárnál nagyobb birtokok felosztását, továbbá az erdők államosítását. (1919–21 között 263 ezer hektár felparcellázására kerül sor.)[21]
- július 20. – Utolsó ülését tartja a varsói munkástanács, mindeközben a Paderewski-kormány letartóztatja a dąbrowai szénmedence munkástanácsának tagjait.[21]
- július 21. – A Vörös Hadsereg támadást indít a megszálló román csapatok ellen a csongrádi hídfőnél, és felszabadítja Szentest. (Három nappal később román ellentámadás indul, amely 26-ára visszaszorítja a magyar csapatokat a Tisza csongrádi oldalára.)
- július 22. – Csehszlovákiában külön minisztériumot hoznak létre a jogrend egységesítésére Milan Hodža vezetésével.[38]
- július 24. – Károlyi Mihály Prágába érkezik.[26]
- július 25. – Hódmezővásárhelyi tömeggyilkosság.
- július 30. – A román csapatok átlépik a Tiszát és megindulnak Budapest felé.[47]

### Augusztus
- augusztus 1. – Elbukik a Tanácsköztársaság, a Forradalmi Kormányzótanács lemond és Peidl Gyula alakít kormányt, az úgynevezett szakszervezeti kormányt.[49][50]
- augusztus 2.
  - Közzéteszik az 1/1919. sz. kormányrendeletet, mely szerint az ország hivatalos neve Magyar Népköztársaság.[51]
  - Szamuely Tibor népbiztos illegálisan átlépi az osztrák határt. (Az osztrák csendőrök elfogják; Szamuely Bécsújhely közelében öngyilkosságot követ el.)[51]
- augusztus 3.
  - Közzéteszik a 4/1919. számú kormányrendeletet a Vörös Őrség megszüntetéséről és visszaállítják a régi rendőrséget.[51]
  - Utoljára jelenik meg a Vörös Ujság.
  - Este, Budapest utcáin román lovasok jelennek meg.[32]
- augusztus 4.

  - Szombathelyen elfogják Cserny Józsefet, a Belügyi Népbiztosság egyik nyomozó csoportjának volt parancsnokát.
  - A Prónay Pál által szervezett tiszti különítmény és csendőrszázad elindul Szegedről a Dunántúlra.
  - Gheorghe Mărdărescu román tábornok Budapesten, az Andrássy úton katonai díszszemlét tart.[32]
- augusztus 5.
  - Népgyűlést tartottak Turócszentmárton Vavro Šrobár, Hviezdoslav és Eugène Mittelhauser francia tábornok beszédeivel. Ugyanekkor újraalakították a Matica slovenskát.[52]
  - Ion I. C. Brătianu román miniszterelnök Nagyszebenben tartott beszédet[53]
  - A román hadsereg elfoglalta Miskolcot[54]
- augusztus 6.
  - Hat nap után lemond a Tanácsköztársaság után alakult Peidl-kormány.[50]
  - Ismét megkezdi működését a Gyáriparosok Országos Szövetsége (GYOSZ).
- augusztus 7. – Megalakul az ideiglenesen megbízott Friedrich-kormány (hivatalnokkormány).[55]
- augusztus 9. – Horthy Miklós az ellenforradalmi kormánytól független „fővezérség”-et hoz létre.[56]
- augusztus 10. – A bánsági svábok vezetői kinyilvánítják a Román Királysághoz való csatlakozási szándékát.
- augusztus 11. – A Német Birodalom Alkotmányának – ismertebb nevén a weimari alkotmány – elfogadása.[30]
- augusztus 15.
  - Horthy Miklós fővezérként hivatali esküt tesz József főherceg jelenlétében, ezzel valamennyi fegyveres erő fölött átveszi a főparancsnokságot.[56]
  - Ténylegesen Friedrich István tölti be a miniszterelnöki tisztet.[55]
- augusztus 17.
  - Felső-Sziléziában tömegsztrájkok kíséretében kitör az első felkelés, mely hatással van a népszavazás eredményére és a későbbi határmegvonásra.[21]
  - Egy tiszti különítmény Siófokon letartóztatja Stromfeld Aurélt, a Vörös Hadsereg volt vezérkari főnökét.
- augusztus 19. – A Harmadik szegedi kormány lemond a Friedrich-kormány javára.
- augusztus 22. – Horthy Miklós elrendeli az ország idegen hadsereg által meg nem szállt részein a kerületi parancsnokságok szervezését.[56]
- augusztus 23. – Habsburg József főherceg lemond Magyarország kormányzói tisztségéről.
- augusztus 24. – Újjáalakul az MSZDP, vezetői Peyer Károly és Peidl Gyula.
- augusztus 27. – Andrej Hlinka és František Jehlicka, néppárti szlovák politikusok titokban a párizsi békekonferenciára utaznak, hogy ott a tervezett autonóm Szlovákia számára nemzetközi garanciákat szerezzenek.[38]
- augusztus 30. –  Friedrich István és gr. Teleki Pál vezetésével megalakul a Keresztény Nemzeti Párt.

### Szeptember
- szeptember 3. – Megalakul az Egyesült Kisgazda- és Földművespárt.[57] (A párt 4 tagú elnökségének egyik tagja Sokorópátkai Szabó István.)[58]
- szeptember 10.
  - Az antant hatalmak aláírják Ausztriával a békeszerződést,[14] amelynek értelmében Nyugat-Magyarország egy része Ausztriához kerül (később Burgenland néven), Csehszlovákia pedig megkapja a történelmi Csehország németek lakta területeit.
  - Az Ausztriával kötött békeszerződés értelmében népszavazás a szlovén lakta karintiai területeken. (Mivel csak a szavazók 41%-a akar a délszláv államhoz tartozni, a terület Ausztria része marad.)[22]
- szeptember 12.
  - Gabriele D’Annunzio elfoglalja Fiumét és kikiáltja a de facto Carnarói Olasz Kormányzóságot.[59]
  - Kolozsváron a Ferenc József Egyetem átvételével létrehozzák a kolozsvári román egyetemet.[60]

### Október
- október 5. – Az amerikai Harry Hill Bandholtz tábornok, az amerikai katonai misszió parancsnoka lovaglóostorral zavarja el a Magyar Nemzeti Múzeum gyűjteményeinek rekvirálására – az Erdély révén „Romániát megillető” rész elszállítására – készülő román  katonákat, megmentve így a múzeum gyűjteményeit Magyarországnak.[32]
- október 10.
  - Észtországban elfogadják a kisajátítási törvényt, ami az összes nagybirtok 96,6%-át érinti.[61]
  - Kínában Szun Jat-szen újjáalakítja a Kuomintangot Csungkuo Kuomintang néven.
  - Megalakul a Nemzeti Demokrata Polgári Párt, melynek elnöke Vázsonyi Vilmos lett.
- október 12. – Kaposvárott nagygyűlést tart a Nagyatádi Szabó István vezette Országos Kisgazda és Földműves Párt, ezzel megkezdődik a párt országos szervezése.
- október 23. – A párizsi békekonferencia Ötös Tanácsának megbízásából Budapestre érkezik Sir George Clerk angol diplomata, akinek feladata koalíciós kormány létrehozása.
- október 25. – A Keresztény Nemzeti Párt és a Keresztényszociális Gazdasági Párt egyesülésével létrejön a Keresztény Nemzeti Egyesülés Pártja.[62]

### November

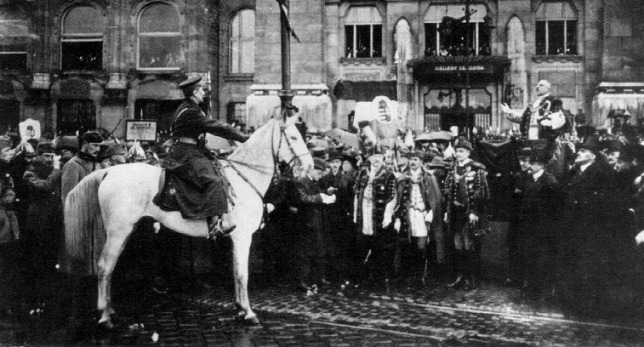
A Nemzeti Hadsereg bevonul Budapestre

- november 5. – Sir George Clerk pártközi megbeszélést hív össze, melyen megegyezés születik, hogy Horthy Miklós bevonul Budapestre. (Horthy ígéretet tesz, hogy nem létesít katonai diktatúrát, a hadsereg pedig alárendeli magát az antantmegbízott közvetítésével megalakuló kormánynak.)
- november 6. – Segesváron Rudolf Brandsch vezetésével megalakul a Romániai Német Párt (Deutsche Partei in Rumänien).[63]
- november 14–16. – A román hadsereg az antant utasítására kivonul Budapestről.[64]
- november 16. – Horthy Miklós – a Nemzeti Hadsereg élén – bevonul Budapestre.[56]
- november 17. – Közzéteszik az 5985/1919. sz. kormányrendeletet a nemzetgyűlési, törvényhatósági és községi választójogról.[62] (A rendelet kimondja az általános, egyenlő és titkos választójogot; nemzetgyűlési választójogot biztosít minden magyar állampolgárnak, aki 24. évét betöltötte, legalább hat év óta magyar állampolgár, legalább fél éve ugyanabban a községben lakik vagy ott lakása van; nőknél azzal a megszorítással, hogy bármely hazai élő nyelven tud írni és olvasni.)
- november 19. – A svájci parlament megszavazta a Népszövetséghez való csatlakozást.
- november 24. – Megalakult a Huszár-kormány.[65]
- november 25. – Megalakul a „nemzeti alapon álló” Független Szociáldemokrata Párt. Elnöke az MSZDP-ből kivált Csizmadia Sándor.
- november 27. – A Neuillyi béke aláírása Bulgáriával.[14]
- november 29. – Egyesül az Országos, illetőleg az Egyesült Kisgazda és Földműves Párt. Az új párt neve: Országos Kisgazda és Földműves Párt. Elnöke Nagyatádi Szabó István.[62]
- november 30. – Bécsben megalakul a KMP ideiglenes központi bizottsága. Tagjai: Kun Béla, Landler Jenő, Szántó Béla, Hirossik János és Lukács György.

### December
- december 1.
  - Elindul Ágostonfalváról Kolozsvárra az első székely önkénteseket szállító páncélvonat a Székely Hadtest felállítása érdekében.[3]
  - Georges Clemenceau a nagyhatalmak nevében felszólítja a magyar kormányt, küldje el megbízottait a békekonferenciára.
- december 8. – A párizsi konferencián Lord George N. Curzon brit külügyminiszter javaslatot tesz Lengyelország keleti határának megvonására (ún. Curzon-vonal). (A határ mint demarkációs vonal a Suwałki-Vilnó-Grodnó vasútvonal mentén húzódik Bresztig, onnan a Bug-folyó középső szakaszán Kryłówig, Galícián át Rawa Ruskán át Przemyśl felé és tovább délre.)[21]
- december 13. – Lengyelországban megbukik Ignacy Jan Paderewski kormánya. (Utóda, Leopold Skulski centrista kormányt alakít.)[21]

### Határozatlan dátumú események
- április – 
  - A lengyel csapatok, a németek kivonulása után, elfoglalják Vilnót, később Suwałkit és vidékét, és megkísérlik (sikertelenül) rábírni Litvániát, hogy egyesüljön Lengyelországgal.[21]
- július – Lengyelország területéhez csatolja Nyugat-Ukrajnát.[21]
- az év folyamán –
  - Gödöllőn az Állami Burgonya Kísérleti Telepen megépül az első magyarországi permetező öntözőtelep.[66]
  - Barcelónában rendezik az első Katalán Turisztikai Kongresszust.[67]

## Az év témái

### 1919 a filmművészetben
- február 5. – Charlie Chaplin, Mary Pickford, Douglas Fairbanks és D. W. Griffith megalapítja a United Artists filmstúdiót.
- április 17. – Hans Vogt, Jo Engl, és Joseph Massolle német feltalálók hangosfilmkészítő eljárást szabadalmaztatnak.
- Blind Husbands – rendező Erich von Stroheim.
- Bolshevism on Trial – rendezte Harley Knoles
- Letört bimbók – főszereplője Lillian Gish és Richard Barthelmess; rendező D. W. Griffith.
- Madame DuBarry – főszereplő Pola Negri és Emil Jannings.
- Korda Sándor – Yamata, Se ki, se be, Fehér rózsa, Ave Caesar
- Balogh Béla – Tilos a csók, Nantas, A baba
- Garas Márton – Twist Olivér, A lélekidomár, A legnagyobb bűn, Kutató Sámuel

### 1919 a sportban
- Az MTK nyeri az NB 1-et. Ez a klub hatodik bajnoki címe.

### 1919 a tudományban
- július 7. – Mihály Dénes első televíziós képátvitele. (Állóképek: egyszerű vonalak, betűk, geometriai alakok.)

### 1919 a zenében
- március 7. – Huszka Jenő Lili bárónő című operettjének bemutatója.

## Születések
- január 1. – Jerome David Salinger amerikai író († 2010)
- január 5. – Balla Pál magyar munkás, az 1956-os forradalom utáni megtorlás egyik gyóni áldozata († 1957)
- január 9. – Bulányi György piarista, tanár († 2010)
- január 11. – Farkas Vince tengerésztiszt, múzeumalapító († 2007)
- február 7. – Fábián László református lelkész, politikus, mezőgazdasági szakíró († 1977)
- február 10. – Komlós Juci Jászai Mari-díjas magyar színművésznő, a nemzet színésze († 2011)
- február 10. – Bessenyei Ferenc kétszeres Kossuth-díjas magyar színművész, a nemzet színésze († 2004)
- február 10. – Pogácsás György mezőgazdász, egyetemi tanár, politikus († 1977)
- február 21. – Baleczky Emil magyar nyelvész, egyetemi tanár, szlavista († 1981).
- február 25. – Pál István dudás, pásztor († 2015)
- március 7. – Székely János erdélyi magyar költő, író, drámaíró († 1992)
- március 9.
  - Lola Müthel német színésznő († 2011)
  - Keresztes Sándor politikus († 2013)
- március 17. – Nat King Cole amerikai jazz-zenész, énekes († 1965)
- március 19. – Bán Jenő sakkozó, sakkpedagógus, szakíró († 1979)
- március 26. – Zsoldos Imre magyar trombitaművész, zenekarvezető († 1985)
- április 7. – Gábor Miklós Kossuth-díjas magyar színművész († 1998)
- április 12. – Anhalt István zeneszerző († 2012)
- április 16. – Fráter Gedeon karmester († 1998)
- április 20. – Belák Sándor magyar agrogeológus, egyetemi tanár († 1978)
- június 10. – Soós Ferenc négyszeres világbajnok asztaliteniszező († 1981)
- június 14. – Gene Barry amerikai színész († 2009)
- június 18. – Jüri Järvet észt színész († 1995)
- június 19. – Garas Klára magyar művészettörténész, a Szépművészeti Múzeum volt főigazgatója († 2017)
- június 19. – Fábry Pál magyar–amerikai politikus, diplomata, üzletember, a magyarországi Joseph Pulitzer-emlékdíj alapítója († 2018)
- július 17. – Krúdy Zsuzsa író, költő († 1992)
- július 20. – Sir Edmund Hillary, a Mount Everest első meghódítója († 2008)
- július 28. – Bálint György magyar kertészmérnök, politikus († 2020)
- augusztus 12. – Béky-Halász Iván költő, műfordító († 1997)
- augusztus 15. – Andrea Bosic olasz színész († 2012)
- augusztus 31. – Ifj. Kós Károly néprajzkutató, az MTA tagja, az erdélyi magyar néprajztudomány kiemelkedő alakja († 1996)
- szeptember 14. – Ranódy László filmrendező († 1983)
- szeptember 15. – Lévárdi Ferenc bányamérnök, nehézipari miniszter (1963–1971) († 1991)
- szeptember 23. – Ubrizsy Gábor növénypatológus, mikológus († 1973)
- szeptember 25. – Faggyas Jenő magyar tsz-elnök, politikus, országgyűlési képviselő († 1980)
- szeptember 26. – Matilde Camus spanyol költő († 2012)
- október 22. – Doris Lessing Nobel-díjas brit író († 2013)
- október 24. – Frank Piasecki lengyel származású amerikai mérnök, repülőgép-tervező († 2008)
- október 26. – Mohammad Reza Pahlavi, az utolsó iráni sah († 1980)
- november 9. – Mőcsényi Mihály kertészmérnök, tájépítész, egyetemi tanár († 2017)
- november 11. – Kalle Päätalo finn író († 2000)
- november 19. – Kézdi Árpád építőmérnök, az MTA tagja, a talajmechanika és a geotechnika kiemelkedő tudósa († 1983)
- december 1. – Bánáthy Béla, magyar származású amerikai rendszertudós († 2003)
- december 13. – Hans-Joachim Marseille német pilóta († 1942)
- december 25. – Balogh József mezőgazdász, kelet-magyarországi helyi politikus, országgyűlési képviselő († 1977)

## Halálozások
- január 6. – Theodore Roosevelt, az Egyesült Államok 26. elnöke (* 1858)
- január 19. – Wagner Sándor, festő (* 1838)
- január 27. – Ady Endre, költő (* 1877)
- február 16. – Vera Holodnaja filmszínésznő, az egyik első oroszországi filmsztár (* 1893)
- április 4. – Óváry Lipót történész, levéltáros, az MTA tagja (* 1833)
- április 5. – Kolossváry Dezső, lovassági tábornok, miniszter (* 1854)
- április 8. – Eötvös Loránd, magyar fizikus, miniszter (* 1848)
- április 10. – Emiliano Zapata, mexikói forradalmár (* 1879)
- április 29. – Frim Jakab, gyógypedagógus, az első magyar, fogyatékosok számára épített nevelőintézet (Rákospalota) atyja (* 1852)
- május 4. – Milan Rastislav Štefánik francia csillagász, tábornok, diplomata, Csehszlovákia egyik alapítója (* 1880)
- május 6. – L. Frank Baum, az Óz, a csodák csodája írója (* 1856)
- május 14. – Bagáry József, magyarországi szlovén író (* 1840)
- május 23. – Aggházy Gyula, festőművész (* 1850)
- május 26. – Gozsdu Elek, író, ügyvéd (* 1849)
- június 6. – Kvassay Jenő, vízépítő mérnök, a magyar vízügyi szolgálat megalapítója (* 1850)
- június 20. – Csontváry Kosztka Tivadar, festőművész (* 1853)
- június 30. – Lord Rayleigh, angol fizikus (* 1842)
- július 15. – Hermann Emil Fischer, német kémikus, a cukrok és a purinszármazékok vizsgálataiért 1902-ben megkapta a kémiai Nobel-díjat (* 1852)
- augusztus 24. – Heikki Paasonen finn nyelvész, finnugrista, a MTA tiszteleti tagja (* 1865)
- szeptember 5. – Vaszilij Ivanovics Csapajev, orosz katonatiszt (* 1887)
- szeptember 5. – Schulek Frigyes, építész (* 1841)
- szeptember 9. – Hopp Ferenc, optikus, műgyűjtő, múzeumalapító (* 1833)
- szeptember 11. – Csáth Géza, író (* 1887)
- szeptember 22. – Gáspár Alajos, magyarországi szlovén író (* 1848)
- október 7. – Kherndl Antal mérnök, műegyetemi tanár, az MTA tagja (* 1842)

## Nobel-díjasok
- A Nobel-díjat a svéd Alfred Nobel alapította, 1901 óta adják át, melyet a Svéd Királyi Tudományos Akadémia ítél oda a tudomány, az irodalom és humanitárius területen kimagasló eredményt elért magánszemélyeknek, illetve intézményeknek.

| Fizikai            | Johannes Stark        |
| Kémiai             | nem adták ki          |
| Orvosi-fiziológiai | Jules Bordet          |
| Irodalmi           | Carl Spitteler        |
| Béke               | Thomas Woodrow Wilson |